# Schwarzwald-Querweg Schwarzwald–Kaiserstuhl–Rhein
Der Schwarzwald-Querweg Schwarzwald–Kaiserstuhl–Rhein ist eine Ost-West-Mehrtageswanderstrecke durch den Schwarzwald von Donaueschingen nach Breisach. Der 109 Kilometer lange Wanderweg wird vom Schwarzwaldverein gepflegt und betreut.

## Kurzbeschreibung
Der Querweg Schwarzwald–Kaiserstuhl–Rhein beginnt in Donaueschingen. Durch das Bregtal führt der Weg hinauf zur Wasserscheide Donau–Rhein. Durch das Simonswälder Tal und das Elztal erreicht der Weg die Rheinebene und den Kaiserstuhl. Er endet in Breisach am Rhein. Die gesamte Strecke ist sehr gut ausgeschildert und markiert, so dass bei einer Wanderung auf die Mitnahme von Landkarten oder Wegbeschreibungen verzichtet werden kann.

## Tagestouren/Etappen

### Erste Etappe: Donaueschingen – Vöhrenbach

#### Übersicht
- Distanz: 25,5 km
- Gehzeit: zirka 6,5 Stunden

| Ort/Sehenswürdigkeit   | Strecke (km) | Höhe (m ü. NHN) | Weitere Informationen               |
| ---------------------- | ------------ | --------------- | ----------------------------------- |
| Donaueschingen         | 0,0          | 675             |                                     |
| Aufen                  | 3,5          | 690             | Stadtteil von Donaueschingen        |
| Neue Fron              | 2,0          | 765             |                                     |
| Eichbuckhütte          | 0,5          | 763             | Grillplatz                          |
| Wolterdingen           | 1,5          | 717             |                                     |
| Tannheim               | 5,5          | 750             | Ortsteil von Villingen-Schwenningen |
| Spitalhöfe             | 3,5          | 820             |                                     |
| Herzogenweiler         | 1,5          | 870             | Ortsteil von Villingen-Schwenningen |
| Schuhbartle            | 2,0          | 930             | Waldparkplatz                       |
| Schlossermatte         | 1,0          | 898             |                                     |
| Sankt-Michaels-Kapelle | 3,5          | 862             |                                     |
| Vöhrenbach             | 1,5          | 797             |                                     |

#### Wegbeschreibung

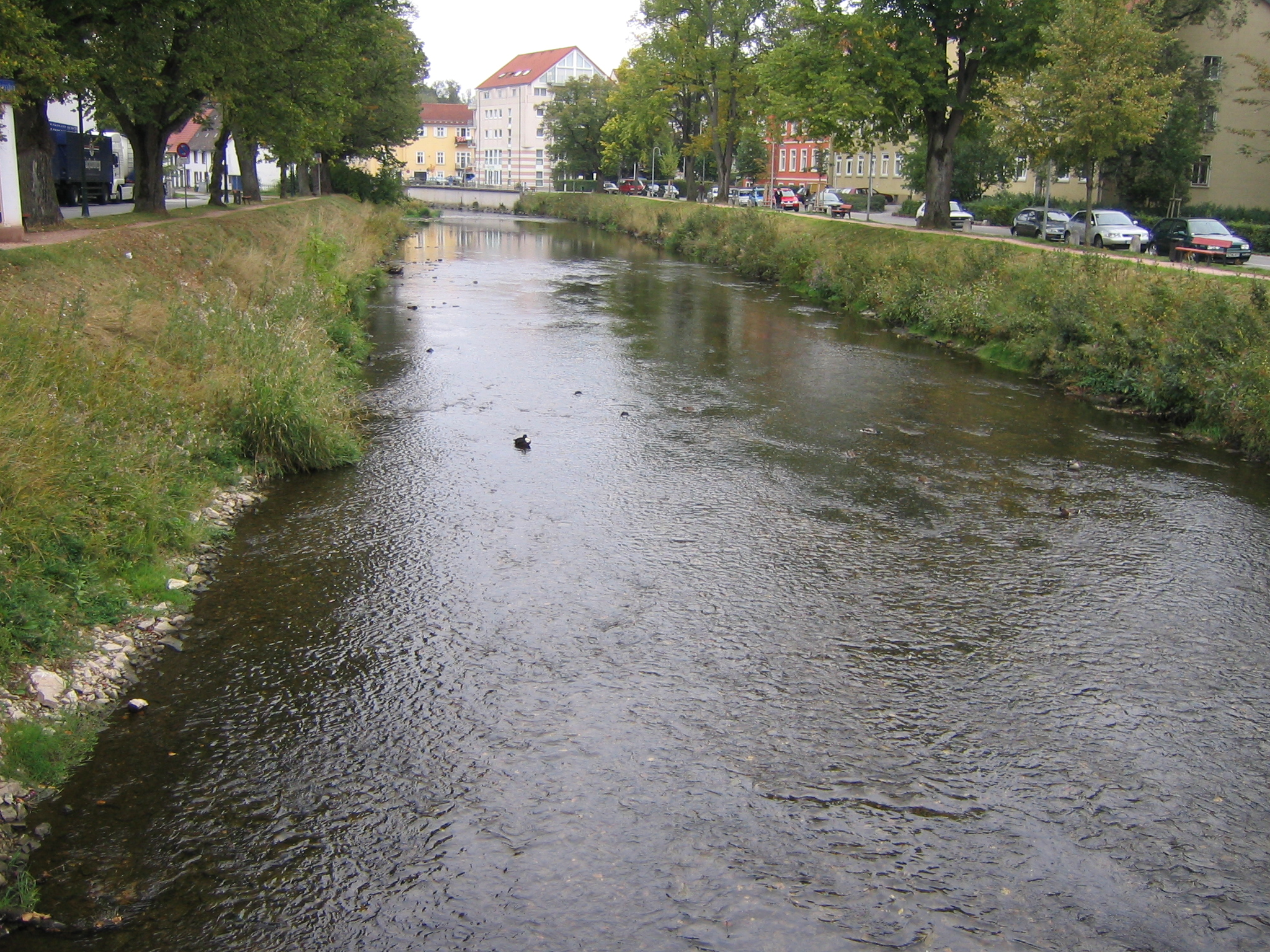
Die Brigach in Donaueschingen

Vom Startpunkt am Bahnhof Donaueschingen geht der Weg vorbei am Kreiswehrersatzamt und dann links zunächst entlang der Brigach, die bei der Sankt-Marien-Kirche auf einer Holzbrücke überquert wird. Am Waldrand entlang verläuft die Wanderung zum Stadtteil Aufen und danach weiter nach Wolterdingen. In Wolterdingen biegt der Weg an der Kirche rechts ab; der Ort wird über die Emil-Hauger-Straße wieder verlassen. Nach dem Ortsausgang geht es am rechts des Wegs liegenden Oberen Weiher vorbei und dann zirka einen Kilometer parallel zur Landesstraße auf asphaltiertem Weg nach Tannheim. Tannheim wird durchquert. Der Weg führt danach an einem Sägewerk mit markantem Schornstein vorbei zu den Spitalhöfen und dann durch Wald nach Herzogenweiler. Herzogenweiler wird nur kurz gestreift und über die Jägerhausallee wieder verlassen. An ihrem Ende biegt der Weg rechts ab. Es geht geradeaus und bei einem Funkumsetzer nach rechts auf dem Linienweg eben weiter zum Waldparkplatz Schuhbartle. Dort wird die Kreisstraße 5734 überquert. Über die Alte Herzogenweiler Straße geht es auf Asphalt der Kreisstraße entlang und dann weg vom asphaltierten Weg, der halbrechts abbiegt, weiter geradeaus immer noch entlang der Straße auf einem Grasweg bis zur Schlossermatte. In einer Kurve geht es rechts zunächst steil bergauf und dann eben über den Ochsenberg und weiter wieder bergab zur Sankt-Michaels-Kapelle, bei der sich ein Grillplatz befindet. Entlang einer Straße führt die Wanderung zum Etappenziel nach Vöhrenbach.

### Zweite Etappe: Vöhrenbach – Obersimonswald Engel

#### Übersicht
- Distanz: 22,5 km
- Gehzeit: zirka 5 Stunden

| Ort/Sehenswürdigkeit          | Strecke (km) | Höhe (m ü. NHN) | Weitere Informationen                                                                    |
| ----------------------------- | ------------ | --------------- | ---------------------------------------------------------------------------------------- |
| Vöhrenbach                    | 0,0          | 0.797           |                                                                                          |
| Schönenbach                   | 4,5          | 0.828           | Ortsteil von Furtwangen                                                                  |
| Furtwangen                    | 3,5          | 0.870           | Kreuzung mit dem Mittelweg                                                               |
| Beim Staatsberghof            | 2,5          | 0.990           | Kreuzung mit dem Westweg                                                                 |
| Südlicher Staatsberg / Winkel | 1,0          | 1.045           |                                                                                          |
| Gütenbach                     | 3,0          | 0.827           |                                                                                          |
| Teichschlucht                 | 1,0          | 0.705           | Kreuzung mit dem Zweitälersteig                                                          |
| Wildgutach / Pfaffenmühle     | 1,0          | 0.612           | Ortsteil von Simonswald                                                                  |
| Vitenhof                      | 1,0          | 0.548           | Steg über die Wildgutach                                                                 |
| Luxenhof                      | 0,5          | 0.585           |                                                                                          |
| Haldenschwarzhof              | 1,0          | 0.600           | Kreuzung mit dem Zweitälersteig                                                          |
| Obersimonswald Engel          | 3,5          | 0.450           | Ortsteil von Simonswald Kreuzung mit dem Zweitälersteig Gasthof Engel und Bushaltestelle |

#### Wegbeschreibung

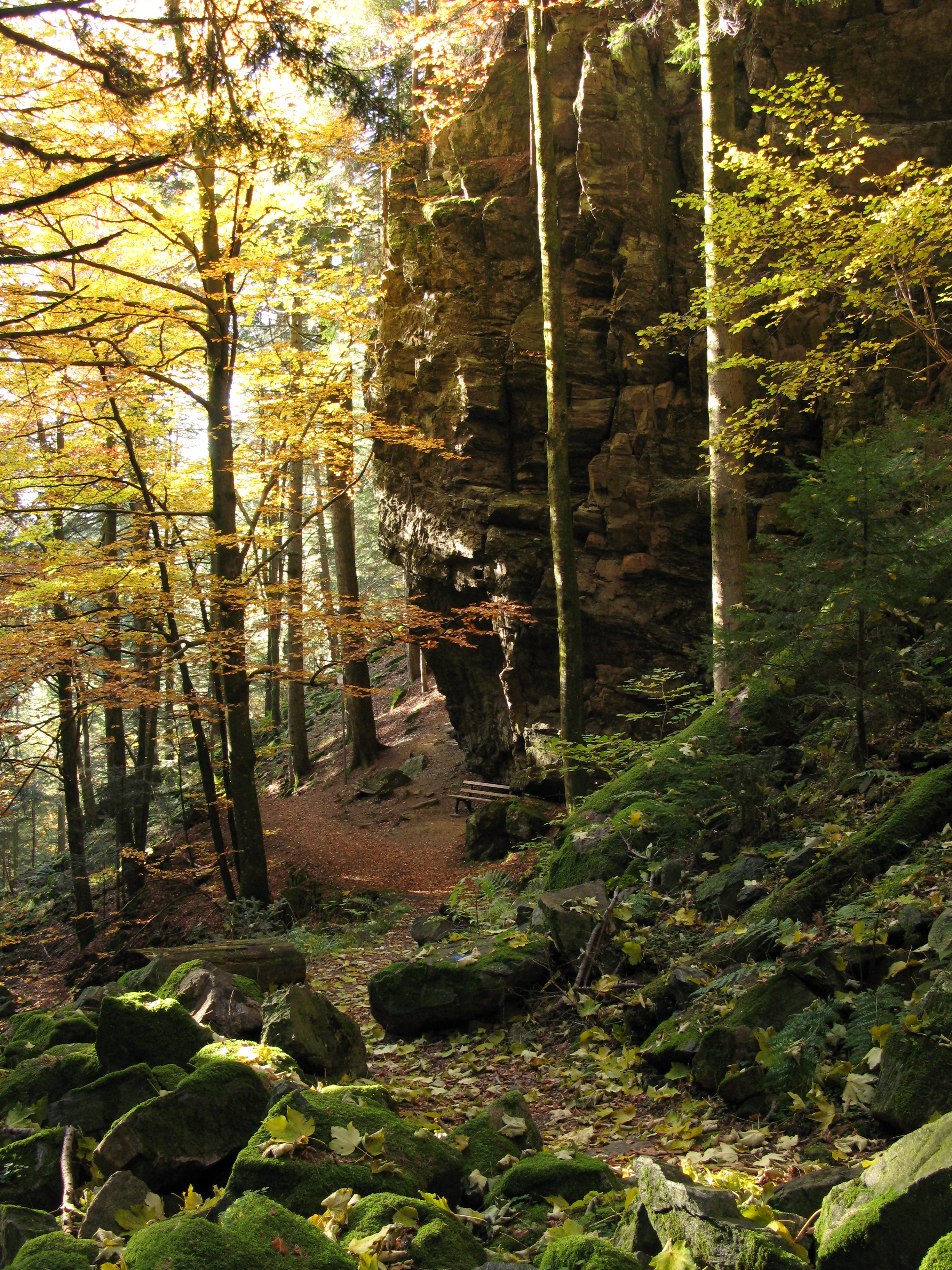
Teichschlucht

Der Weg erreicht Vöhrenbach über die Krankenhausstraße und biegt an der Sankt-Martins-Kirche links ab. Am Kirchwegbrückle wird die Breg überquert. Aus Vöhrenbach hinaus führt der Weg durch das Bregtal vorbei an einigen Schwarzwaldhäusern über Schönenbach nach Furtwangen. Die Wanderstrecke verläuft in Furtwangen parallel zur Umgehungsstraße (Martin-Schmitt-Straße). Ab der Kreuzung beim Studentenwohnheim verlaufen der Querweg und der Mittelweg zirka 500 Meter auf derselben Strecke. Nach der Überquerung der Schwarzwaldhochstraße geht die Wanderung unter einem Skilift hindurch und dann bergauf durch den Wald. Ab der Wegkreuzung Beim Staatsberghof verlaufen Westweg und Querweg auf derselben Strecke. Zirka 400 Meter entfernt liegt das Neueck mit den Gasthäusern Hirschen und Neueck. Die alte Streckenführung des Querwegs lief noch hier vorbei. Nach der Kreuzung geht es auf dem Westweg zum höchsten Punkt des Querwegs (1045 m). Hier trennen sich Westweg und Querweg. Der Querweg geht links bergab. Bald darauf geht es in einer Kreuzung in einen als Kohlhäusleweg bezeichneten Fahrweg. Im Kohltal geht der Weg asphaltiert weiter nach Gütenbach. Nach dem letzten Haus der Hauptstraße führt der Weg links in die Teichschlucht und danach steil bergab entlang des Baches, wo er dort auf den Zweitälersteig trifft, dann weiter, bis er vor der Pfaffenmühle flacher und breiter wird. Nach der Bachüberquerung beim Vitenhof geht die Strecke zunächst entlang einer Wiese bergauf und dann vorbei an Luxenhof und Haldenhof weiter zum Gasthof Engel in Obersimonswald.

### Dritte Etappe: Obersimonswald Engel – Denzlingen

#### Übersicht
- Distanz: 23,5 km
- Gehzeit: zirka 6 Stunden

| Ort/Sehenswürdigkeit        | Strecke (km) | Höhe (m ü. NHN) | Weitere Informationen                                           |
| --------------------------- | ------------ | --------------- | --------------------------------------------------------------- |
| Obersimonswald Engel        | 0,0          | 450             | Gasthof Engel                                                   |
| Häuslerain                  | 1,5          | 414             |                                                                 |
| Ibendörfle                  | 3,0          | 388             |                                                                 |
| Ochsenbrücke                | 1,5          | 361             |                                                                 |
| Café Märchengarten          | 1,5          | 328             |                                                                 |
| Niederbruck / Altsimonswald | 0,5          | 325             |                                                                 |
| Am Ottensteg / Bleibach     | 3,0          | 299             | Ortsteil von Gutach                                             |
| Gutach                      | 1,5          | 299             |                                                                 |
| Kollnau                     | 1,0          | 281             | Ortsteil von Waldkirch                                          |
| Waldkirch                   | 2,0          | 260             | Kreuzung mit dem Kandelhöhenweg Kreuzung mit dem Zweitälersteig |
| Mauracher Hof               | 6,0          | 245             |                                                                 |
| Severinskapelle             | 0,5          | 278             | Ruine                                                           |
| Denzlingen                  | 1,5          | 234             |                                                                 |

#### Wegbeschreibung
Nach dem Gasthof Engel folgt der Wanderweg ständig der Wilden Gutach; bei der Stegenbrücke wird die Obertalstraße gekreuzt und am Häuslerain der Bach überquert. Durch Altsimonswald und Untersimonswald geht es weiter nach Bleibach, das nur am Ortsrand gestreift wird. Beim Stauwehr am Stadion wird das Tal der Wilden Gutach verlassen. Die Strecke führt weiter nach Gutach und von dort an der Elz entlang nach Kollnau. Über den Max-Barth-Weg erreicht man Waldkirch. Am Bahnhof kreuzt sich der Weg mit dem Kandelhöhenweg. Danach geht es weiter der Elz entlang bis zur Straße nach Emmendingen. Dort überquert der Weg auf der Straßenbrücke die Elz und geht weiter auf dem Elzdamm. Vorbei an Buchholz geht es weiter über den Mauracher Hof hoch auf den Mauracher Berg mit der Ruine der Severinskapelle. Entlang des Bergkamms und weiter über Treppenstufen führt die Wanderung dann nach Denzlingen.

### Vierte Etappe: Denzlingen – Oberrotweil

#### Übersicht
- Distanz: 27,5 km
- Gehzeit: zirka 6,5 Stunden

| Ort/Sehenswürdigkeit | Strecke (km) | Höhe (m ü. NHN) | Weitere Informationen                  |
| -------------------- | ------------ | --------------- | -------------------------------------- |
| Denzlingen           | 00,0         | 234             |                                        |
| Wasserwerk           | 04,0         | 211             | Wasserversorgungsverband Mauracherberg |
| Nimburg              | 06,5         | 187             | Ortsteil von Teningen                  |
| Eichstetten          | 03,5         | 189             |                                        |
| Sankt Katharina      | 06,5         | 492             | Kapelle                                |
| Auf dem Eck          | 03,0         | 400             | Wanderparkplatz                        |
| Mondhalde            | 01,5         | 370             |                                        |
| Oberrotweil          | 02,5         | 240             | Ortsteil von Vogtsburg im Kaiserstuhl  |

#### Wegbeschreibung
Der Weg geht vom Rondell Città della Pieve, das nach der Partnerstadt in Mittelitalien benannt ist, unter der Bahnlinie hindurch über die Vörstetter Straße zur Kirchstraße, bevor er Denzlingen über die Lise-Meitner-Straße verlässt. Zwischen Aussiedlerhöfen hindurch geht es danach zum Waldrand. Dort biegt der Weg nach links ab, später überquert er die Bundesstraße 3 und nach einem Stück Wald auch die Autobahn 5. Zirka 15 Minuten später erreicht man Nimburg. Danach verläuft der Weg auf einer Straße, überquert die Dreisam und biegt vor der Kaiserstuhlbahn nach links ab entlang der Alten Dreisam in Richtung Eichstetten. In Eichstetten quert die Strecke den Mühlbach und geht über die Hauptstraße und die Bahlinger Straße, bevor sie am Wannenberg zwischen Häusern hindurch über einen kurzen Anstieg zu den Weinbergen führt. Später führt der Weg vorbei am Bahlinger Eck durch Laubwald hinauf auf den Katharinenberg mit der Kapelle Sankt Katharina. Danach folgt ein abwechslungsreicher Weg durch Wald und Weinberge hinunter nach Oberrotweil.

### Fünfte Etappe: Oberrotweil – Breisach

#### Übersicht
- Distanz: 10 km
- Gehzeit: zirka 2,5 Stunden

| Ort/Sehenswürdigkeit | Strecke (km) | Höhe (m ü. NHN) | Weitere Informationen  |
| -------------------- | ------------ | --------------- | ---------------------- |
| Oberrotweil          | 0,0          | 240             | Ortsteil von Vogtsburg |
| Achkarren            | 3,0          | 228             | Ortsteil von Vogtsburg |
| Breisach             | 7,0          | 189             |                        |

#### Wegbeschreibung
Oberrotweil wird durch die Ellenbuchstraße verlassen. Kurz vor Achkarren geht die Wanderung scharf links in einen Hohlweg. Nach Achkarren führt der Weg entlang des Gleises der Kaiserstuhlbahn. Bei der Zentralkellerei Badischer Winzergenossenschaften wird Breisach erreicht, wo der Weg am Bahnhof endet.